# Кыргызстан на летних Олимпийских играх 2012
Кыргызстан принимал участие в летних Олимпийских играх 2012 года, которые проходили в Лондоне (Великобритания) с 27 июля по 12 августа, где её представляли 14 спортсменов в восьми видах спорта. Это наименьшая делегация Кыргызстана на летних играх. На церемонии открытия Олимпийских игр флаг Кыргызстана нёс дзюдоист Чингиз Мамедов, а на церемонии закрытия — тяжёлоатлет Бекзат Осмоналиев.
На летних Олимпийских играх 2012 Кыргызстан не сумел завоевать ни одной олимпийской медали. Команда Кыргызстана на этой Олимпиаде была представлена достаточно молодыми спортсменами, возраст большинства которых составлял менее 25 лет.

## Состав и результаты

### Борьба
Мужчины
Вольная борьба
| Соревнование | Спортсмены     | 1/16 финала        | 1/8 финала          | Четвертьфинал      | Полуфинал            | Финал                | Место |
| Соревнование | Спортсмены     | Соперник Результат | Соперник Результат  | Соперник Результат | Соперник Результат   | Соперник Результат   | Место |
| ------------ | -------------- | ------------------ | ------------------- | ------------------ | -------------------- | -------------------- | ----- |
| до 96 кг     | Магомед Мусаев | TURС. Балчи В 3:1  | JPNТ. Исокава В 3:1 | IRIР. Яздани П 1:3 | Завершил выступление | Завершил выступление | 7     |

Греко-римская борьба
| Соревнование | Спортсмены     | 1/16 финала        | 1/8 финала              | Четвертьфинал       | Полуфинал           | Финал                | Место |
| Соревнование | Спортсмены     | Соперник Результат | Соперник Результат      | Соперник Результат  | Соперник Результат  | Соперник Результат   | Место |
| ------------ | -------------- | ------------------ | ----------------------- | ------------------- | ------------------- | -------------------- | ----- |
| до 55 кг     | Арсен Эралиев  | Не участвовал      | IRIХ. Сурян П 1:3       | Утешительный турнир | Утешительный турнир | Утешительный турнир  | 11    |
| до 55 кг     | Арсен Эралиев  | Не участвовал      | IRIХ. Сурян П 1:3       | Не участвовал       | HUNП. Модош П 0:3   | Завершил выступление | 11    |
| до 74 кг     | Данияр Кобонов | Не участвовал      | ARMА. Джулфалакян П 0:3 | Утешительный турнир | Утешительный турнир | Утешительный турнир  | 17    |
| до 74 кг     | Данияр Кобонов | Не участвовал      | ARMА. Джулфалакян П 0:3 | Не проводится       | BLRА. Кикинёв П 0:3 | Завершил выступление | 17    |

Женщины
Вольная борьба
| Соревнование | Спортсмены         | 1/16 финала        | 1/8 финала           | Четвертьфинал         | Полуфинал             | Финал                 | Место |
| Соревнование | Спортсмены         | Соперник Результат | Соперник Результат   | Соперник Результат    | Соперник Результат    | Соперник Результат    | Место |
| ------------ | ------------------ | ------------------ | -------------------- | --------------------- | --------------------- | --------------------- | ----- |
| до 63 кг     | Айсулуу Тыныбекова | Не участвовала     | SWEХ. Юханссон П 0:3 | Завершила выступление | Завершила выступление | Завершила выступление | 14    |

### Дзюдо
Мужчины
| Соревнование | Спортсмены       | 1/16 финала                  | 1/8 финала           | Четвертьфинал        | Полуфинал            | Финал                | Место |
| Соревнование | Спортсмены       | Соперник Результат           | Соперник Результат   | Соперник Результат   | Соперник Результат   | Соперник Результат   | Место |
| ------------ | ---------------- | ---------------------------- | -------------------- | -------------------- | -------------------- | -------------------- | ----- |
| до 90 кг     | Чингиз Мамедов   | JPNМ. Нисияма П 0000:0110    | Завершил выступление | Завершил выступление | Завершил выступление | Завершил выступление | 17    |
| свыше 100 кг | Юрий Краковецкий | ROUВ. Симионеску П 0001:1001 | Завершил выступление | Завершил выступление | Завершил выступление | Завершил выступление | 17    |

### Лёгкая атлетика
Мужчины
Беговые виды
| Соревнование | Спортсмены    | Отборочный раунд | Отборочный раунд | Отборочный раунд | Полуфинал            | Полуфинал            | Полуфинал            | Финал                | Финал                |
| Соревнование | Спортсмены    | Забег            | Результат        | Место            | Забег                | Результат            | Место                | Результат            | Место                |
| ------------ | ------------- | ---------------- | ---------------- | ---------------- | -------------------- | -------------------- | -------------------- | -------------------- | -------------------- |
| 800 метров   | Ержан Аскаров | 6                | 1:59,56          | 8                | Завершил выступление | Завершил выступление | Завершил выступление | Завершил выступление | Завершил выступление |

Женщины
Шоссейные виды
| Соревнование | Спортсмены    | Результат | Место |
| ------------ | ------------- | --------- | ----- |
| Марафон      | Юлия Андреева | 2:36:01   | 59    |

### Парусный спорт
Мужчины
| Соревнование | Спортсмены    | Предварительные гонки | Предварительные гонки | Предварительные гонки | Предварительные гонки | Предварительные гонки | Предварительные гонки | Предварительные гонки | Предварительные гонки | Предварительные гонки | Предварительные гонки | Финальная гонка      | Финальная гонка      | Сумма очков | Итоговое место |
| Соревнование | Спортсмены    | 1                     | 2                     | 3                     | 4                     | 5                     | 6                     | 7                     | 8                     | 9                     | 10                    | Место                | Очки                 | Сумма очков | Итоговое место |
| ------------ | ------------- | --------------------- | --------------------- | --------------------- | --------------------- | --------------------- | --------------------- | --------------------- | --------------------- | --------------------- | --------------------- | -------------------- | -------------------- | ----------- | -------------- |
| Лазер        | Илья Игнатьев | 49                    | 49                    | 49                    | 48                    | 48                    | 48                    | 38                    | 47                    | 46                    | 49                    | Завершил выступление | Завершил выступление | 422         | 49             |

### Плавание
Мужчины
| Соревнование       | Спортсмены          | Отборочный раунд | Отборочный раунд | Отборочный раунд | Полуфинал            | Полуфинал            | Полуфинал            | Финал                | Финал                | Итоговое место |
| Соревнование       | Спортсмены          | Заплыв           | Результат        | Место            | Заплыв               | Результат            | Место                | Результат            | Место                | Итоговое место |
| ------------------ | ------------------- | ---------------- | ---------------- | ---------------- | -------------------- | -------------------- | -------------------- | -------------------- | -------------------- | -------------- |
| 200 метров брассом | Дмитрий Александров | 3                | 2:17,92          | 2                | Завершил выступление | Завершил выступление | Завершил выступление | Завершил выступление | Завершил выступление | 32             |

Женщины
| Соревнование       | Спортсмены     | Отборочный раунд | Отборочный раунд | Отборочный раунд | Полуфинал             | Полуфинал             | Полуфинал             | Финал                 | Финал                 | Итоговое место |
| Соревнование       | Спортсмены     | Заплыв           | Результат        | Место            | Заплыв                | Результат             | Место                 | Результат             | Место                 | Итоговое место |
| ------------------ | -------------- | ---------------- | ---------------- | ---------------- | --------------------- | --------------------- | --------------------- | --------------------- | --------------------- | -------------- |
| 200 метров брассом | Дарья Таланова | 1                | 2:38,01          | 3                | Завершила выступление | Завершила выступление | Завершила выступление | Завершила выступление | Завершила выступление | 34             |

### Стрельба
Мужчины
| Соревнование                          | Спортсмены      | Квалификация | Квалификация | Финал                | Финал                | Итоговое место |
| Соревнование                          | Спортсмены      | Очки         | Место        | Очки                 | Место                | Итоговое место |
| ------------------------------------- | --------------- | ------------ | ------------ | -------------------- | -------------------- | -------------- |
| Пневматическая винтовка, 10 метров    | Руслан Исмаилов | 593          | 21           | Завершил выступление | Завершил выступление | 21             |
| Винтовка из трёх положений, 50 метров | Руслан Исмаилов | 1146         | 40           | Завершил выступление | Завершил выступление | 40             |

### Тхэквондо
Мужчины
| Соревнование | Спортсмены     | 1/8 финала            | Четвертьфинал        | Полуфинал            | Утешительный раунд   | Утешительный раунд   | Финал                | Место |
| Соревнование | Спортсмены     | 1/8 финала            | Четвертьфинал        | Полуфинал            | Первый раунд         | Бой за 3-е место     | Финал                | Место |
| Соревнование | Спортсмены     | Соперник Результат    | Соперник Результат   | Соперник Результат   | Соперник Результат   | Соперник Результат   | Соперник Результат   | Место |
| ------------ | -------------- | --------------------- | -------------------- | -------------------- | -------------------- | -------------------- | -------------------- | ----- |
| до 80 кг     | Расул Абдураим | ITAМ. Сармьенто П 1:5 | Завершил выступление | Завершил выступление | Завершил выступление | Завершил выступление | Завершил выступление | 11    |

### Тяжёлая атлетика
Мужчины
| Соревнование | Спортсмены        | Рывок     | Рывок | Толчок    | Толчок | Всего | Место |
| Соревнование | Спортсмены        | Результат | Место | Результат | Место  | Всего | Место |
| ------------ | ----------------- | --------- | ----- | --------- | ------ | ----- | ----- |
| до 56 кг     | Бекзат Осмоналиев | 127       | 3     | NM        | NM     | NM    | NM    |